# Джарчиев, Муртуз Зейнал оглы
Муртуз Зейнал оглы Джарчиев (азерб. Murtuz Zeynal oğlu Carçıyev; 15 сентября 1910, Казахский уезд — 28 октября 1985, Казахский район) — советский азербайджанский государственный и партийный деятель, Герой Социалистического Труда (1900).

## Биография
Родился 15 сентября 1910 года в селе Чайлы Казахского уезда Елизаветпольской губернии (ныне Казахский район Азербайджана).
Участник Великой Отечественной войны. На фронт призван в 1942 году Казахским РВК, дослужился до звания старшего лейтенанта. В январе 1945 года, во время боев под Шляубе, после обстрела атаковал немцев, выбил их из траншеи, где осел, отбил 3 контратаки противника и захватил 4 ручных пулемета.
С 1935 года бригадир в колхозе, секретарь комсорга колхоза. С 1937 года инструктор Казахского, с 1938 года секретарь Акстафинского райкома КП Азербайджана, с 1946 года заведующий отделом сельского хозяйства Казахского района, с 1952 года директор маслосырзавода, с 1958 года заместитель председателя Казахского районного Совета депутатов трудящихся. С 1974 года начальник деревообрабатывающего цеха в системе Министерства лесного хозяйства Азербайджана. В 1947 году обеспечил своей работой перевыполнение в среднем по Казахскому району планового сбора хлопка на 25,7 процентов.
Указом Президиума Верховного Совета СССР от 10 марта 1948 года за получение в 1947 году высоких урожаев хлопка Джарчиеву Муртузу Зейнал оглы присвоено звание Героя Социалистического Труда с вручением ордена Ленина и золотой медали «Серп и Молот».
Активно участвовал в общественной жизни Азербайджана. Член КПСС с 1931 года.
Скончался 28 октября 1985 года в городе Казах.